# FC Senec
FC Senec was een Slowaakse voetbalclub uit Senec.

## Geschiedenis
Sinds 1919 wordt er voetbal gespeeld in Senec. De club die als SZAC werd opgericht onderging al vele naamsveranderingen. In de jaren 50 kon de club enkele seizoenen in de derde klasse van Tsjechoslowakije spelen. Begin jaren 80 keerde de club terug naar de derde klasse maar door reorganisatie van de competitie degradeerde de club in 1981/82.
Eind jaren 80 slaagde de club er eindelijk in om door te stoten naar de tweede klasse. Na seizoen 1992/93 werd Slowakije een onafhankelijk land. Enkel de zes beste Slowaakse clubs uit de tweede klasse werden in de nieuwe hoogste klasse opgenomen. Op de laatste dag moest de club thuis winnen van Chemlon Humenné om dit te bereiken maar verloor met 1-3 en bleef in de tweede klasse.
Het volgende seizoen kwam de club STK Senec in grote problemen en kon zelfs het seizoen niet uitspelen. In juni 1994 verloor de club voor 152 toeschouwers de laatste wedstrijd met 0-7 tegen het B-elftal van Slovan Bratislava.
De club bestond niet meer maar er werd een nieuwe club opgericht die Koba Senec heette en in de vierde klasse begon. Koba promoveerde meteen en fusioneerde met VTJ Bratislava en werd zo FK VTJ KOBA Senec, de club kon ook meteen doorstoten naar de tweede klasse.
Na seizoen 1998/99 promoveerde de club naar de hoogste klasse. Er speelden destijds zestien clubs in die hoogste afdeling en Koba werd 10de. Desondanks degradeerde de club omdat het aantal clubs in de hoogste klasse werd teruggebracht tot tien.
In 2002 won de tweedeklasser de bekerfinale na strafschoppen tegen Matador Púchov en won dat jaar ook nog de supercup. Het daaropvolgende Europese avontuur werd al vroeg in de kiem gesmoord door het Bosnische NK Široki Brijeg.
In 2004 werd een naamloze vennootschap onder de naam FC Senec opgericht die de plaats van Koba Senec in de tweede klasse innam. Hoofdaandeelhouder werd de Duitse ondernemer Daniel Jammer. De clubkleuren werden van rood-wit naar oranje veranderd en er werd ook een nieuw logo ontworpen.
Na een derde plaats in 2005/06 promoveerde de club opnieuw naar de hoogste klasse. In 2008 fusioneerde de club met DAC Dunajská Streda en hield zo op te bestaan, de nieuwe club bleef Dunajská Streda heten.

## Erelijst
- Slowaakse beker
  - 2002
- Slowaakse Supercup
  - 2002

## Naamsveranderingen
- 1919 - SZAC
- 1922 - SZTK
- 1935 - SK Senec
- 1941 - Levente
- 1946 - SK Senec
- 1951 - RSD Senec
- 1953?- Mlyn Senec
- 1954?- Sokol SZ Senec
- 1954 - DSO Slavoj Senec
- 1959 - Energia Senec
- 1978 - Poľnohospodár Senec
- 1983 - Montostroj Senec
- 1989/1990? - STK? APK? PNZ? TJ? FC? FC STK?
- 1991 - STK Senec (Opheffing in 1994)
- 1994 - FK KOBA Senec (Heroprichting)
- 1995 - FK VTJ KOBA Senec
- 2002 - FK KOBA Senec
- 2005 - FC Senec (Heroprichting)

## Senec in Europa
#Q = #kwalificatieronde, T/U = Thuis/Uit, W = Wedstrijd, PUC = punten UEFA coëfficiënten .
Uitslagen vanuit gezichtspunt Koba Senec
| Seizoen | Competitie | Ronde | Land                           | Club             | Totaalscore | 1e W    | 2e W    | PUC |
| ------- | ---------- | ----- | ------------------------------ | ---------------- | ----------- | ------- | ------- | --- |
| 2002/03 | UEFA Cup   | Q     | Vlag van Bosnië en Herzegovina | NK Široki Brijeg | 1-5         | 1-2 (T) | 0-3 (U) | 0.0 |

## Bekende (oud-)spelers
- Ľubomír Guldan
- Ľubomír Michalík
- Dušan Perniš